# Požari u Hrvatskoj 2007.
Požari u Hrvatskoj 2007., naziv je za niz požara, koji su pogodili hrvatsko priobalje tijekom ljeta te godine. Nakon vala vrućina tijekom ljeta 2007., koji je zahvatio cijeli jug i istok Europe, suša i južina pogodovali su požarima, koji su se proširili diljem Hrvatske. Uništili su velik dio krhke flore i faune: među žrtvama su bile i ptice, koje su izgorjele u plamenu, jer nisu znale izbjeći opasnost. Prema policijskim podacima, na priobalju je od 1. lipnja do 8. kolovoza buknulo 750 požara, od čega 177 u Splitsko-dalmatinskoj županiji. Opožarena je površina od 159 000 hektara. Policija je zbog požara podnijela 18 kaznenih prijava i uhitila 12 osoba. Među uhićenima bio je i neimenovani 56-godišnjak, koji se sumnjičio za podmetanje čak sedam požara te neki pastiri, koji su palili travu za ovce.
Nakon stradanja dvanaest vatrogasaca u požaru na Kornatima 30. kolovoza, premijer Ivo Sanader proglasio je dan žalosti u cijeloj državi.
Na vidjelo su izbile i otvorene kritike organizacije vatrogasne službe i neodgovornost državne uprave, ali i optužbe za slabu opremljenost, pošto je tada cijela Hrvatska imala samo četiri kanadera, od kojih je jedan poslan u pomoć Grčkoj.

## Požari u Istri
Dana, 19. srpnja izbio je požar kraj Pule. Zbog požara zatvorena je županijska cesta Pula-Premantura od skretanja za Banjole do Premanture, javio je HAK. Dana, 27. srpnja deset novih požara izbilo je na istarskom području. Dva požara većih razmjera - jedan u blizini autokampa Pineta u Peroju kod Pule i kod autokampa Amarin u Rovinju - stavljeni su ubrzo pod nadzor, izvjestio je glavni vatrogasni zapovjednik Istarske županije Dino Kozlevac.
Dana 7. kolovoza izbio je požar između mjesta Batvači i Peroja te Barbarige, u općini Vodnjan, a lokaliziran je oko 19:30 sati, zahvaljujući kanaderu i helikopteru koji su počeli gasiti vatru oko 18 sati, doznalo se od zapovjednika pulske Javne vatrogasne postrojbe Klaudija Karlovića. Vatru koja se širila zbog vjetra i krajnje nepristupačnog terena, gasilo je 90 vatrogasaca uz pomoć 22 vozila. U požaru je izgorijelo 80 hektara šume i niskog raslinja. Dana, 19. kolovoza izbio je još jedan požar, ovog puta između naselja Šišan i Ušići Dvori, na području Pule, koji je dojavljen oko 13:10 sati, a ugašen je do 16:30. Izgorjelo je oko 2 hektara bjelogorice i 4 hektara trave i niskog raslinja.
Istarski zapovjednik Dino Kozlevac izvjestio je novinare, da je od siječnja do rujna u Istri izbio 451 požar, što je u odnosu na prvih 9 mjeseci prošle godine povećanje za 18.4 %. Samo tijekom ljeta zabilježeno je 258 požara a opožareno je 257 hektara.

## Požari u Dalmaciji
U srpnju i kolovozu izbilo je nekoliko požara u Dalmaciji. Požar je izbio 26. srpnja popodne uz sam Nacionalni park Paklenica, točnije na Velikom Rujnu, a najugroženije je bilo jugoistočno područje Nacionalnog parka, prema izjavama Vatrogasno operativnog središta u Divuljama. Požar je gasilo preko 200 vatrogasaca, djelatnika Nacionalnog parka te pripadnika OS RH, a vatrogasci su tijekom nekoliko dana dobivali pojačanja. Na mjestu požara su djelovala i dva protupožarna zrakoplova i helikopter. Na planini Svilaji izbio je požar, koji je stavljen pod nadzor, ali uz požarište je i dalje dežuralo 50 vatrogasaca s deset vozila i jednim helikopterom. Izbio je i požar na otoku Hvaru, na koji su uz pomoć Jadrolinije prevezene dodatne vatrogasne snage, koje su tijekom noći pomagale u gašenju 
požara koji se širio potpomognut jakim jugom - ukupno 74 gasitelja i 21 vozilo iz Primorsko-goranske, Zadarske i Šibensko-kninske županije te 25 vojnika HV-a s pet vozila.
Ostali požari na jadranskom području stavljeni su pod nadzor, a vatrogasne snage činile su sve, da se ponovno ne rasplamsaju, javili su iz OVZ-a u Divuljama.
Požar kod mjesta Podstražja, pokraj uvale Rukavac na otoku Visu, lokaliziran je 7. kolovoza. Na terenu su ostali gasitelji, koji su ga sanirali i čuvali tijekom noći. Vatru su gasili pripadnici sezonske interventne vatrogasne postrojbe Vis te dobrovoljna vatrogasna društva Vis i Komiža s 46 vatrogasaca i 9 vozila. U kolovozu je gorjelo i kod Vranskog jezera, no požar je brzo lokaliziran i stavljen pod kontrolu.
Dana, 8. kolovoza izbio je požar na području oko Žitnića, koji je zahvatio minirano područje uz državnu cestu Šibenik-Drniš, zbog čega je cesta zatvorena za promet, javili su iz OVZ-a u Divuljama. Požar trave i niskog raslinja dugo je bio aktivan, a u njegovom gašenju sudjelovali su JVP i DVD Drniš s 21 vatrogascem i šest vozila.
Požari su tada još bili u jeku u susjednoj BiH, ali su ipak stavljeni pod nadzor, javili su tamošnji mediji. Srpski mediji javljali su o novim požarima širom Srbije, te upozoravali na otežanost gašenja, zbog nedostatka opreme. 
Dana 24. srpnja premijer Sanader pozitivno je odgovorio na zamolbu makedonskog kolege Nikole Gruevskog, koji je hrvatskoj Vladi uputio zamolbu za pomoć u gašenju požara u Makedoniji. Požare koji ugrožavaju makedonske gradove, gasili su jedan zrakoplov kanader hrvatskih zračnih snaga, koji je put Skopja odletio s dvije posade i četiri zrakoplovna tehničara. Odluka o slanju jednog kanadera donesena je nakon konzultacije Vladinog kabineta s glavnim vatrogasnim zapovjednikom Mladenom Jurinom. Odluka je donesena na telefonskoj sjednici, doznaje se iz Banskih dvora.
Sa zahtjevom Makedonije bio je upoznat i predsjednik Stipe Mesić, koji je prihvatio Vladin prijedlog o slanju jednog kanadera u tu zemlju, te je odobrio slanje pripadnika hrvatskih oružanih snaga u humanitarnu misiju u Makedoniji. Odluka o slanju jednog protupožarnog aviona u Makedoniju donesena je u jeku najvećih požara, koji su harali hrvatskom obalom Jadrana.
Dana 13. rujna izbio je požar kod Zatona kraj Šibenika oko 16:40 sati, a lokaliziran je u 20:15. Vatra je zahvatila 96 hektara niska raslinja, grabova i borove šume. U gašenje su se uključila i dva kanadera. Požar je gasilo 75 profesionalnih i dobrovoljnih vatrogasaca s 21 vozilom.

### Dvanaest vatrogasaca - žrtve požara na Kornatima
Dana 30. kolovoza 2007., po prvi put u Hrvatskoj, požari su odnijeli živote vatrogasaca i to u požaru koji je izbio na Kornatima. Poginulo je šest vatrogasaca iz vatrogasne postrojbe Šibenik - Dino Klarić, Ivica Crvelin, Ivan Marinović, Marko Stančić, Gabrijel Skočić i Hrvoje Strikoman, a još sedmero je preživjelo uz teške opekline po tijelu - od kojih je petero prebačeno na liječenje u Zagreb (Tomislav Crvelin, Ante Crvelin, Josip Lučić, Karlo Ševerdija i Marinko Knežević) koji su ubrzo preminuli od posljedica teških opeklina. Iz poštovanja prema poginulima i njihovim obiteljima, Vlada Republike Hrvatske proglasila je 3. rujna dan žalosti u cijeloj Hrvatskoj, dok je župan Šibensko-kninske županije Goran Pauk proglasio sedam dana žalosti u toj županiji. Tijekom noći, kako stoji u službenom policijskom priopćenju, na otok su upućene snage policije i Hrvatske vojske radi pretrage terena i osiguranja požarišta, a na mjesto nesreće izašli su i istražni sudac Županijskog suda i Županijski državni odvjetnik iz Šibenika, policijska ekipa za očevide, te stručnjaci Centra za kriminalistička vještačenja MUP-a RH kao i inspektori za požare, Inspektorata unutarnjih poslova Republike Hrvatske. Privedeno je osam ljudi osumnjičenih za podmetanje požara.
Pojavila se vijest da je njemački turist video kamerom snimio kako su građevinski radnici izazvali požar kada su vatra s njihovog roštilja rasplamsala na drveće. Međutim, spominje se i druga verzija priče. Mještani Kornata spominju kako je do požara moglo doći i zbog paljenja visoke trave koja se svake godine pali zbog ispaše ovaca.
Pojavile su se i kontroverze oko toga, da li su se žrtve mogle izbjeći. Neki su kritizirali odluku vatrogasne službe da pošalje svoje ljude na Kornate samo kako bi gasili zapaljenu nisku travu, ali to je izazvalo i pitanja oko toga kako su mogli poginuti od tako malog požara. Najmlađa žrtve tragedija na Kornatima, 17-godišnji Marko Stančić, svom je ocu, po dolasku na Veliki Kornat poslao poruku: "Tata, na Kornatima smo, čekamo da nam dostave vodu", što je ostavilo nova pitanja da je helikopter jednostavno ostavio vatrogasce bez dobre opreme. Glavni zapovjednik vatrogasaca Mladen Jurin na to je idući dan dao svoju ostavku.
Dana 6. rujna, Dražen Slavica, zapovjednik Vatrogasne zajednice Šibensko-kninske županije, uhićen je ujutro zbog sumnje da je počinio teško kazneno djelo protiv opće sigurnosti, nakon čega je odveden na kriminalističku obradu povezanu sa stradavanjem vatrogasaca.
Dana 17. rujna preminuo je i dvanaesti vatrogasac, Ante Juričev Mikulin.

## Požari u BiH
Dana, 29. srpnja deset velikih požara zabilježeno je u 24 sata na području Hercegovine, čija su gašenja otežana nepristupačnim terenom, minskim poljima i lošom opremom vatrogasaca zbog čega je iz općine Čitluk u gašenju zatražena pomoć Hrvatske. Vatra je gorila na prilazima Mostaru, nedaleko brda ukazanja kod Međugorja, kod Neum a i u Stocu. Nije međutim bilo materijalne štete na obiteljskim kućama niti nastradalih. Opožareno je više desetina hektara borove šume, makije i niskog raslinja. U okolici Mostara gorilo je na brdima nedaleko naselja Žovnice i Miljkovića gdje se nalaze zaostale eksplozivne naprave. U općini Čitluku proglašeno je stanje prirodne nepogode od požara. S brda Crnice raširio se požar koji je i zaprijetio naseljima Bijakovićima, Međugorju, Vionici, Krehinu Gracu i Blizancima. Helikopteri vojske BiH zbog neispravnosti nisu mogli pomoći u gašenju požarišta te je zbog toga je iz općine Čitluk zatražena pomoć Hrvatske.

## Požari oko Dubrovnika
U Dubrovačko-neretvanskoj županiji je 4. kolovoza izbilo nekoliko požara, koji su se proširili iz susjedne Bosne i Hercegovine. U večernjim satima požar je izbio preko graničnih brda te prešao u Župu dubrovačku u dvije dugačke fronte. Prva se kretala prema naseljima Plat, Mlini, Soline u kojima je stigla sve do obiteljskih kuća. Drugi se krak širio prema naselju Postranje, gdje je sutradan pojačan snažnom burom opustošio veliki dio Župe dubrovačke. Požar nije bio zaustavljen, te se počeo primicati gradu Dubrovniku. U 22 sata proglašena je opća opasnost zbog blizine požara gradu te su se oko 22 sata oglasile sirene za uzbunu. Gradonačelnica Dubravka Šuica pozvala je sve radno sposobne muškarce da pomognu vatrogascima. U gradu je za djecu, žene i starce otvoreno sklonište u tvrđavi Revelin a vatrogasci iz Splitsko-dalmatinske i Šibensko-kninske županije pomogli su u suzbijanju vatrene stihije. Vatra je u jednom trenutku prešla preko Žarkovice, udaljene nekoliko stotina metara od prvih kuća u Dubrovniku, dok je s druge strane plamen došao do Komolca te je ugrozio glavnu trafostanicu. Magistrala je od Konavla do Zatona zatvorena tako da su u kilometarskim kolonama od Konavla do Zvekovice i svim prilazima gradu vozači noć proveli u autima. Najkritičnije je bilo u Mokošici gdje je vatrena linija bila duga 15 km i spustila se do Zlatnog Potoka. Opustošen je također i veliki dio Župe dubrovačke, koja se još oporavlja od posljedica srpske agresije. Nadljudskim naporima sprječena je katastrofa, a učinjena je velika materijalna šteta na poljoprivrednim kulturama.
Dana, 8. kolovoza dojavljen je požar šume, makije i niskog raslinja kod Ploča, općina Konavle. U gašenju požara sudjelovale su županijske vatrogasne snage, te Državna intervencijska postrojba (DIP) Dubrovnik s 50 vatrogasaca i 15 vozila. Na područje pogođeno požarom upućene su i zračne snage - tri kanadera i Air Tractor. Gašenje požara otežao je jak vjetar i suša, a neki turisti evakuirani su iz hotela.
Vijest o požaru u okolici Dubrovnika bila je udarna vijest stranicama na BBC-a.

## Optužbe za podmetnute požare s područja BiH
U danima, 6. i 7. kolovoza premijer Ivo Sanader je posjetio Dubrovnik, nakon čega su buknuli požari na tom području. To je nagnulo neke lokalne dužnosnike Dubrovačko-neretvanske županije, da optuže Trebinje u susjednoj BiH za podmetnute požare. Mario Magud, zapovjednik Javne postrojbe vatrogasaca Konavle, izjavio je za Večernji list: „Na trebinjskoj strani ne možete vidjeti vatrogasce. Sve govori da je njima u interesu, da vatra koju podmeću zahvati što veći prostor Konavla i dalje. Nije slučajnost, da upravo kad lokaliziramo jedan požar, izbije drugi“. I Luka Korda, načelnik općine Konavle, imao je slične optužbe.
Tajnik Uprave Civilne zaštite Federacije BiH Stanko Slišković u utorak je izjavio, kako nije istina da su vatrogasci u BiH bili pasivni na sprečavanju požara u pograničnom području u dubrovačkom zaleđu. "Naši ljudi nadljudskim naporima gasili su svaki požar koji se mogao gasiti, a također nitko sa sigurnošću ne može tvrditi odakle je požar počeo", rekao je Slišković. Po Sliškovićevim tvrdnjama Civilna zaštita u BiH ima jako dobru suradnju s hrvatskim kolegama. "Žao mi je što je do ovoga došlo, jer razumijem ogorčenost građana Dubrovnika, ali mi nismo krivi za takvo stanje", kaže Slišković. 
Po njegovom objašnjenju BiH nije mogla gasiti samo nekolicinu požara na granici s Hrvatskom zbog nepristupačnog i miniranog terena.

## Vanjske poveznice
- TotalPortal.hr – U 20 dana u Hrvatskoj 600 požara
- TotalPortal.hr Novi požari u Damaciji
- Nacional.hr – Požari i dalje haraju Arhivirana inačica izvorne stranice od 17. srpnja 2012. (Wayback Machine)
- Dnevnik.hr – Nekoliko osumnjičenih zbog požara na Šolti  Arhivirana inačica izvorne stranice od 5. veljače 2008. (Wayback Machine)
- Večernji list – Požari kod Makarske, Dubrovnika, Kaštela i NP Krka  Arhivirana inačica izvorne stranice od 27. rujna 2007. (Wayback Machine)